# 6. august
6. august er dag 218 i året i den gregorianske kalender (dag 219 i skudår). Der er 147 dage tilbage af året.
Kristi forklarelsesdag. Ifølge Matthæus vandrede Jesus en dag op på et bjerg sammen med Peter, Jacob og Johannes, hvor de hørte en stemme fra himlen, som sagde at Jesus var Guds elskelige søn.
Det er nationaldag i Jamaica og Bolivia.

### Begivenheder
Født - Dødsfald
- 1536 - Christian 3. holder sit indtog i København og står dermed som sejrherre i borgerkrigen Grevens Fejde.
- 1538 - Bogotá i Colombia grundlægges af conquistadoren Quesada.
- 1825 - Bolivia opnår uafhængighed fra Spanien.
- 1890 - Som den første nogensinde henrettes William Kemmler i den elektriske stol. Metoden er opfundet af Dr. Alphonse Rockwell.
- 1914 - Under 1. verdenskrig erklærer Serbien krig mod Tyskland og Østrig erklærer krig mod Rusland.
- 1926 - Harry Houdini gennemfører sit største nummer, hvor han på 91 minutter slipper ud af en lukket tank under vand.
- 1945 - USA kaster den første atombombe over Hiroshima. Cirka 85.000 dør øjeblikkeligt, og omkring 60.000 bliver såret - mange dør senere.
- 1961 - Sovjetunionen opsender sit andet bemandede rumskib, Vostok 2, og kosmonauten Titov tilbringer som det første menneske over 24 timer i rummet.
- 1962 - Efter 292 år som britisk koloni bliver Jamaica selvstændigt og fejrer nationaldag denne dato.
- 1966 - I Portugals hovedstad Lissabon indvies den 2.227 meter lange Salazar-bro over Tejo-floden. Broen er en kopi af Golden Gate broen i San Francisco, USA.
- 1977 - Bokseren Jørgen Hansen mister i Berlin sit europamesterskab i professionel weltervægt, da han taber til den 19-årige vesttysker Jürg Eipel.
- 1984 - 53 procent af de danske tv-seere stemmer på svanen som Danmarks nationalfugl.
- 1984 - Prince udgiver albummet Purple Rain, der gør ham til superstjerne som musiker.
- 1990 - FN's sikkerhedsråd vedtager en global handelsembargo mod Irak efter landets invasion af Kuwait.
- 1992 - Amerikaneren Kevin Young sætter ved OL i Barcelona verdensrekord i 400 meter hækkeløb i tiden 46,78 sekunder.
- 1996 - Punk-rock bandet The Ramones spiller deres sidste koncert, der finder sted ved Lollapalooza-festivalen i Los Angeles.
- 1997 - Microsoft køber for 150 millioner dollars aktier i det økonomisk pressede Apple Inc.
- 2017 - Det danske kvindelandshold i fodbold vinder sølv ved EM i Holland. Finalen mod værtsnationen endte 4-2.

### Født
- 1809 - Alfred Tennyson, engelsk digter (død 1892).
- 1881 - Alexander Fleming, skotsk læge, forsker og modtager af nobelprisen i medicin (død 1955).
- 1911 - Lucille Ball, amerikansk skuespiller (død 1989).
- 1916 - Dom Mintoff, maltesisk premierminister (død 2012).
- 1917 - Robert Mitchum, amerikansk skuespiller (død 1997).
- 1928 - Andy Warhol, amerikansk multikunstner (død 1987).
- 1940 - Pia Schutzmann, dansk billedkunstner.
- 1942 - Elisabeth Westenholz, dansk pianist og organist.
- 1942 - Nina Rasmussen, dansk forfatter.
- 1946 - Allan Holdsworth, engelsk jazzguitarist og komponist  (død 2017).
- 1948 - Lars Larsen, dansk forretningsmand (død 2019).
- 1962 - Søren Hyldgaard, dansk musiker og komponist.
- 1962 - Michelle Yeoh, kinesisk-malaysisk skuespiller.
- 1962 - Søren Hyldgaard, dansk filmkomponist (død 2018).
- 1963 - Kevin Mitnick, amerikansk hacker.
- 1964 - Sara Blædel, dansk forfatter og journalist.
- 1967 - Lone Yalçınkaya,  dansk politiker.
- 1970 - M. Night Shyamalan, indisk-amerikansk filminstruktør.
- 1972 - Geri Halliwell, britisk sanger.
- 1973 - Stuart O'Grady, australsk cykelrytter.
- 1977 - Jimmy Nielsen, dansk fodboldspiller.
- 1983 - Robin van Persie, hollandsk fodboldspiller
- 1992 - Mehdi Abeid, fransk fodboldspiller

### Dødsfald
- 523 - Pave Hormisdas (født 450).
- 1195 - Henrik Løve, sachsisk-bayersk hertug (født 1129).
- 1639 - Hans van Steenwinckel den yngre, dansk arkitekt og billedhugger (født 1587).
- 1660 - Diego Velázquez, spansk maler (født 1599).
- 1746 - Christian 6., dansk konge (født 1699).
- 1943 - Helene Strange, dansk forfatter (født 1874).
- 1959 - Preston Sturges, amerikansk manuskriptforfatter og instruktør (født 1898).
- 1963 - Sophus "Krølben" Nielsen, dansk fodboldspiller (født 1888).
- 1965 - Aksel Sandemose, dansk-norsk forfatter (født 1899).
- 1969 - Theodor Adorno, tysk filosof, musikkritiker og komponist (født 1903).
- 1973 - Fulgencio Batista, cubansk diktator (født 1901).
- 1978 - Paul 6., italienskfødt pave (født 1897).
- 1981 - Randi Michelsen, dansk skuespiller (født 1903).
- 1998 - Tom Hedegaard, dansk filminstruktør (født 1942).
- 2001 - Jorge Amado, brasiliansk forfatter (født 1912).
- 2002 - Edsger Dijkstra, hollandsk datalog (født 1930).
- 2005 - Robin Cook, britisk politiker og udenrigsminister (født 1946).
- 2005 - Ibrahim Ferrer, cubansk musiker og sanger (født 1927).

|  | Denne datoartikel kan blive bedre, hvis der indsættes et (bedre) billede Du kan hjælpe ved at afsøge Wikimedia Commons for et passende billede eller uploade et godt billede til Wikimedia Commons iht. de tilladte licenser og indsætte det i artiklen. |